# Höfðakúlur
Höfðakúlur är ett berg i republiken Island. Det ligger i regionen Västlandet, 110 km nordväst om huvudstaden Reykjavík. Toppen på Höfðakúlur är 507 meter över havet.
Runt Höfðakúlur är det mycket glesbefolkat, med 2 invånare per kvadratkilometer. Närmaste större samhälle är Ólafsvík, omkring 13 kilometer sydväst om Höfðakúlur. Trakten runt Höfðakúlur består i huvudsak av gräsmarker.